# Carl Rothoff
Carl Rothoff född omkring 1622 troligtvis i Nyköping, död 23 februari 1661 i Falun, gravsatt i Storkyrkan 10 mars 1661 i svärfader Peders grav. R. var en svensk ämbetsman.

## Biografi
Rothoff studerade vid Åbo akademi under 1640-talet. Han deltog som fältsekreterare åt bland andra fältmarskalk Wittenberg under Karl X Gustavs krig i Polen. Han blev den andra och siste överborgmästaren i Falu stad 1658.
Rothoff var son till Isak Rothovius och dennes andra hustru Karin Andreasdotter.

### Webbkällor
- Finlands minnesvärde män. Samling af lefnadsbeteckningar Band 2 (sid 448), Matthias Akiander (1853–1857)